# Детская Новая волна 2009
Де́тская Но́вая Волна́ 2009 (англ. New Wave Junior 2009) — второй ежегодный международный конкурс-фестиваль популярной музыки «Детская Новая волна», который проходил с 21 по 23 декабря 2009 года на сцене концертного зала гостиницы «Космос» в Москве. В конкурсе приняли участие 18 участников из 10 стран. Первое место поделили между собой Соломия и Анна Гибрадзе, которые представляли Украину и Грузию соответственно. Прямая трансляция конкурса не осуществлялась, телеверсию конкурса телеканал «Россия-1» показал в новогодние каникулы 2010 года.

## Ведущие
Ведущими стали две пары — Лера Кудрявцева с Крошем и Тимур Родригез с Лизой Арзамасовой.

## Жюри
В состав жюри вошло 9 человек:
- Игорь Крутой (Председатель)
- Сергей Лазарев
- Алсу
- Тимати
- Глюк’oZa
- Ирина Дубцова
- Максим Фадеев
- Юлия Началова
- Джамала

## Участники
В конкурсе участвовали 18 конкурсантов из 10 стран мира — Армении, Белоруссии, Грузии, Китая, Латвии, Молдавии, России, США, Украины и Финляндии. Все участники попали на конкурс пройдя полуфиналы европейского и российского отбора. После успешного проведения в 2008 году первого конкурса, в 2009 году оргкомитет конкурса получил свыше 4000 заявок, более чем из 20 стран мира: Армении, Азербайджана, Болгарии, Белоруссии, Грузии, Германии, Израиля, Италии, Казахстана, Канады, Латвии, Литвы, Македонии, Молдовы, Польши, Словакии, США, Таджикистана, Украины и других. Участники выступали в двух возрастных категориях: от 8 до 12 лет и от 13 лет до 15 лет.

### Младшая категория
| Страна    | Участник          | Баллы      | Место |
| --------- | ----------------- | ---------- | ----- |
| Армения   | Луара Айрапетян   | 197 баллов | 2     |
| Беларусь  | Рома Волознев     | 197 баллов | 2     |
| Китай     | Li Zexi           | 190 баллов | 4     |
| Молдова   | Лерика            | 188 баллов | 5     |
| Россия    | Дуэт «1+1»        | 180 баллов | 7     |
| Россия    | Группа «Смайлики» | 184 балла  | 6     |
| Украина   | Влад Каращук      | 194 балла  | 3     |
| Украина   | Соломия           | 198 баллов | 1     |
| Финляндия | Робин Пакален     | 173 баллов | 8     |

### Старшая категория
| Страна   | Участник           | Баллы      | Место |
| -------- | ------------------ | ---------- | ----- |
| Беларусь | Со-Да              | 182 балла  | 8     |
| Грузия   | Анна Гибрадзе      | 198 баллов | 1     |
| Латвия   | Инесса Думпе       | 189 баллов | 4     |
| Россия   | Li-Ya              | 191 балл   | 3     |
| Россия   | Вячеслав Новиков   | 186 баллов | 5     |
| США      | Paulina            | 185 баллов | 6     |
| Украина  | Александр Черненко | 183 балла  | 7     |
| Украина  | Ангелина Шалимова  | 191 балл   | 3     |
| Украина  | Мария Стасюк       | 195 баллов | 2     |

## Результаты
По результатам двух конкурсных дней гран-при конкурса в младшей категории получила украинка Соломия, а гран-при в старшей категории получила Анна Гибрадзе из Грузии.
Второе место в младшей категории разделили Луара Айрапетян из Армении и белорус Роман Волознев. А второе место в старшей категории получила участница с Украины — Мария Стасюк.
Третью премию в младшей категории поделили два участника с Украины - Влад Каращук и Ангелина Шалимова, а в старшей категории третью премью получила российская участница - Li-Ya. Li Zexi из Китая завоевал приз зрительских симпатий конкурса.
| I место           | I место           | II место                       | II место          | III место                      | III место         | Приз зрительских симпатий |
| Младшая категория | Старшая категория | Младшая категория              | Старшая категория | Младшая категория              | Старшая категория | Приз зрительских симпатий |
| ----------------- | ----------------- | ------------------------------ | ----------------- | ------------------------------ | ----------------- | ------------------------- |
| Соломия           | Анна Гибрадзе     | Луара Айрапетян Роман Волознев | Мария Стасюк      | Влад Каращук Ангелина Шалимова | Li-Ya             | Li Zexi                   |